# Cyperus brumadoi
Cyperus brumadoi är en halvgräsart som beskrevs av David Alan Simpson. Cyperus brumadoi ingår i släktet papyrusar, och familjen halvgräs. Inga underarter finns listade i Catalogue of Life.